# Careproctus curilanus
Careproctus curilanus és una espècie de peix pertanyent a la família dels lipàrids.

## Descripció
- Fa 6,4 cm de llargària màxima.[5][6]

## Hàbitat
És un peix marí i batidemersal que viu fins als 419 m de fondària.

## Distribució geogràfica
Es troba al Pacífic nord-occidental: illa de Simushir (illes Kurils).

## Observacions
És inofensiu per als humans.